# Офтерсгайм
Офтерсгайм (нім. Oftersheim) — громада в Німеччині, знаходиться в землі Баден-Вюртемберг. Підпорядковується адміністративному округу Карлсруе. Входить до складу району Рейн-Неккар.
Площа — 12,78 км2. Населення становить 12 257 ос. (станом на 31 грудня 2020).